# Agung (instrument)

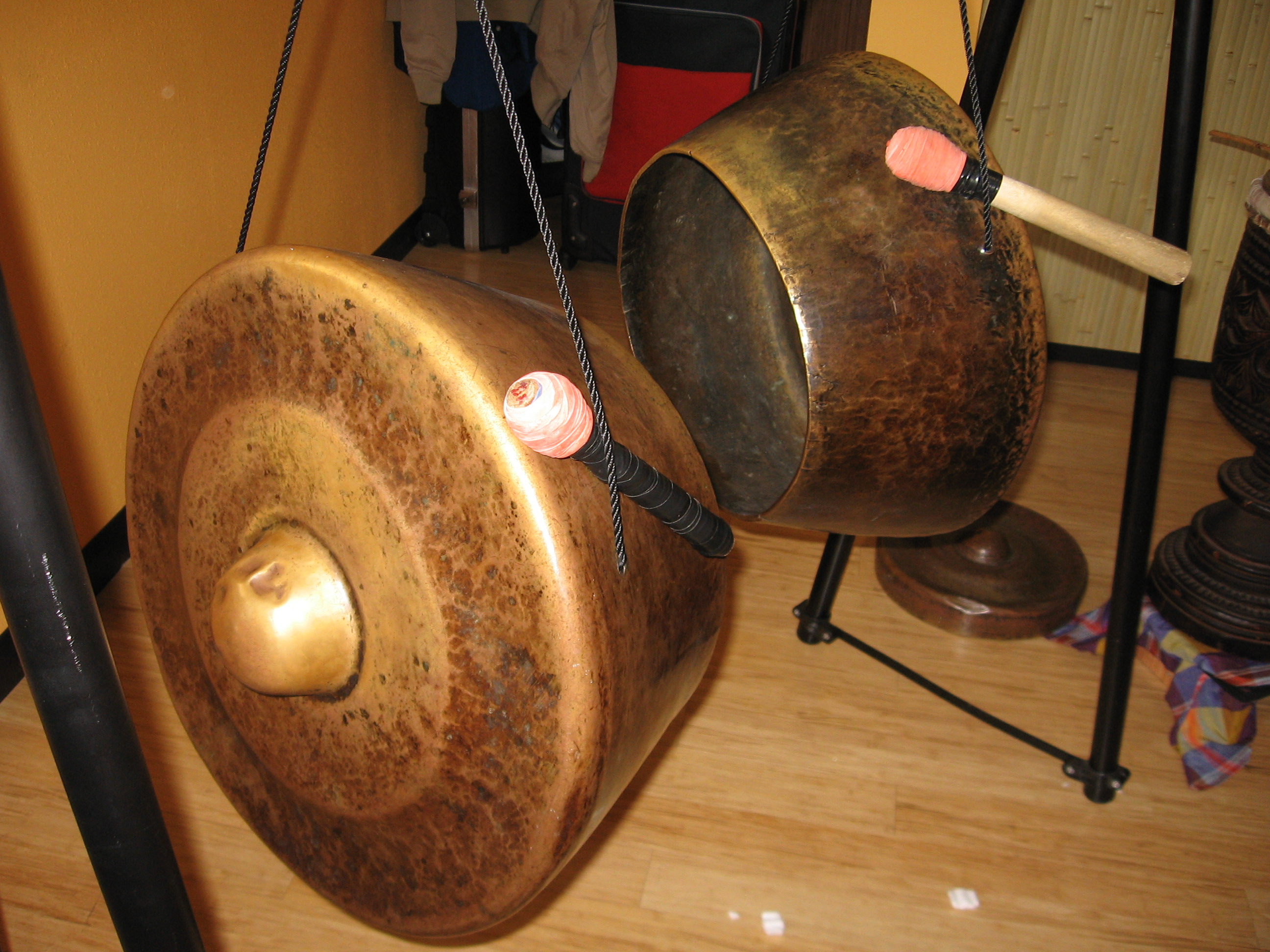
Agung

Pour les articles homonymes, voir Agung (homonymie).
L'agung est un instrument de musique à percussion de type idiophone. Il est composé de deux gongs suspendus verticalement. On le retrouve dans les kulintangs. Il est utilisé chez les Maguindanaos, les Maranaos, les Bajau, les Tausūg, notamment aux Philippines (Palawan, Panay, Mindoro, Mindanao), en Malaisie (Sabah, Sarawak) et en Indonésie (Célèbes, Kalimantan).

## Description

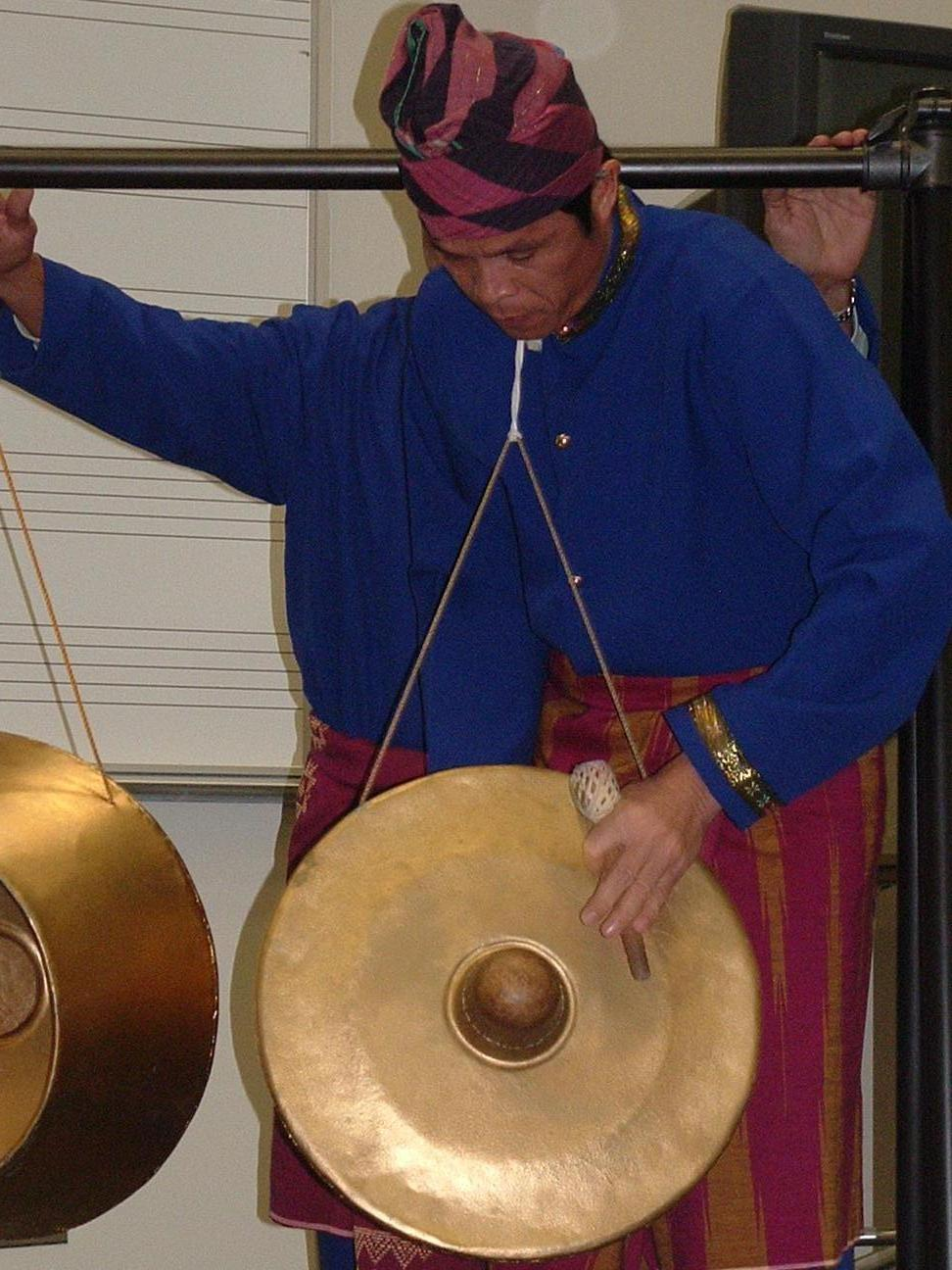
Joueur d'agung faisant une démonstration technique avec son maillet

L'agung utilise des gongs gros et lourds. pesant généralement entre 6 et 7 kilos. Il peut néanmoins peser de 2 à 13 kilos en fonction du métal utilisé (bronze, laiton ou fer). Leur diamètre varie généralement de 56 à 61 centimètres pour une profondeur de 33 centimètre bosse comprise.
Ils sont suspendus au-dessus du sol par des cordes accrochées à des structures de bois, des poutres ou au plafond.
Le plus petit est appelé « panentekan » chez les Maguindanaos et « p'malsan » ou « pumalsan » chez les Maranaos. Il est généralement situé à gauche de l'instrumentiste.

## Origines
L'origine de l'agung serait en Indonésie, le mot « agong » ou « agung » en malais dériverait de « agong » en indonésien ou « ageng » en javanais.
L'explorateur Thomas Forrest, a décrit l'instrument en 1770 statuant que les Philippins était « amateurs de gongs musicaux provenant de Cheribon sur Java et sur lesquels on peut voir une bosse ».

## Technique
L'instrumentiste est généralement situé derrière l'agung. Il tient généralement la bride avec sa main gauche et frappe sur la bosse des gongs avec un maillet à l'aide de sa main gauche. Ces maillets appelés « balu » mesurent environ 15 centimètres.

## Utilisations

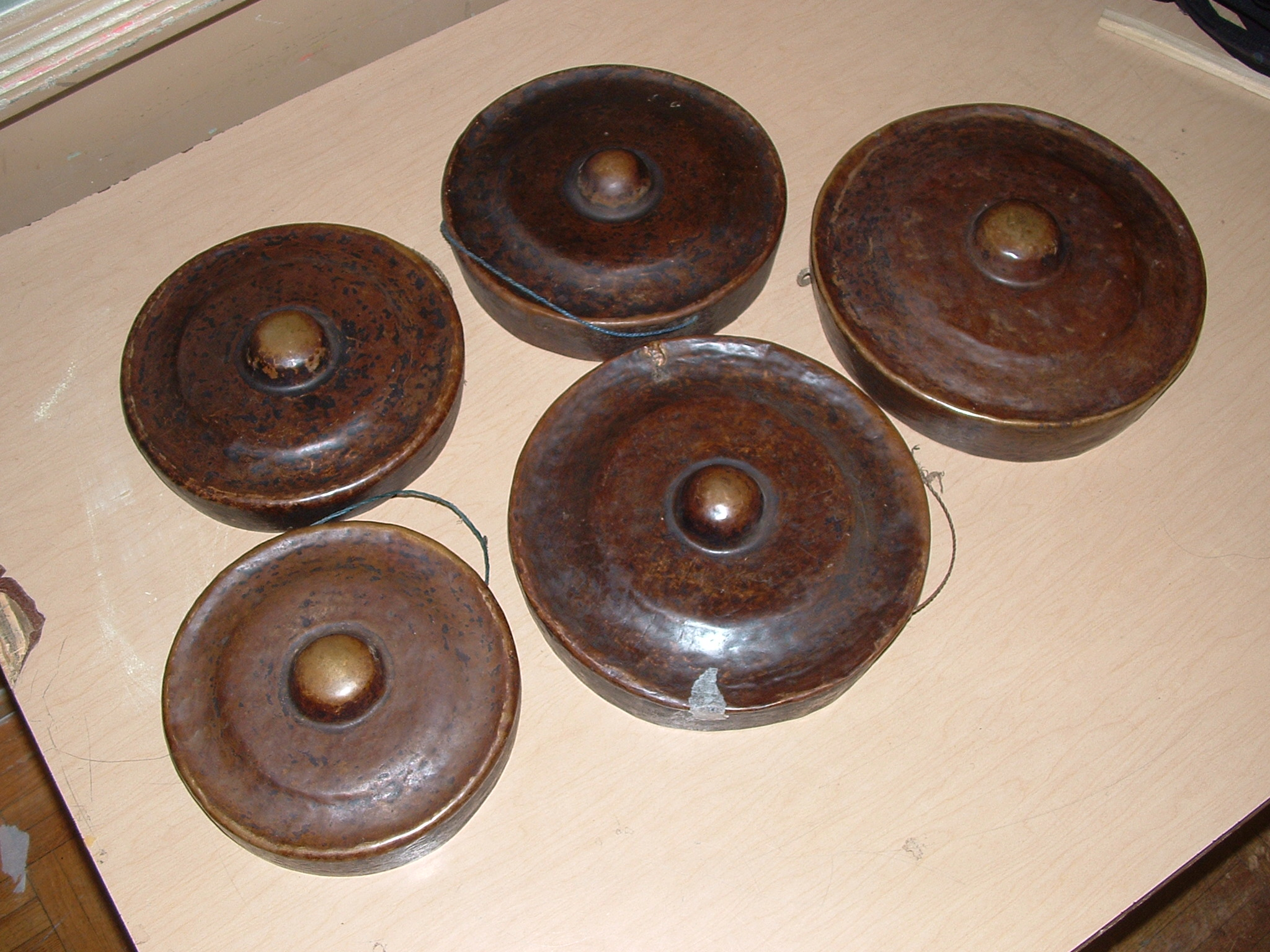
Pièces anciennes d'un karatung

L'agung est utilisé chez les Maguindanaos et les Maranaos dans les ensembles de kulintang. Chez les Maguindanaos, il existe des compétitions de solo d'agung. Des ensembles d'agung existent notamment chez les Bidayuhs et les Ibans à Sarawak, chez les Subanons (où ces ensembles y sont nommés gagung sua) et les Tirurays (où on les appelle kelo-agung, kalatong ou karatung) aux Philippines.
Secondairement, il était également utilisé par les jeunes hommes pour attirer l'attention des jeunes femmes dans une société de tradition musulmane dans laquelle les rendez-vous galants ou les conversations entre jeunes célibataires étaient réprouvés. Traditionnellement, chez les Maguindanaos, ils avaient aussi la réputation d'avoir le pouvoir d'atténuer la force des tremblements de terre.